# 에드너 머피

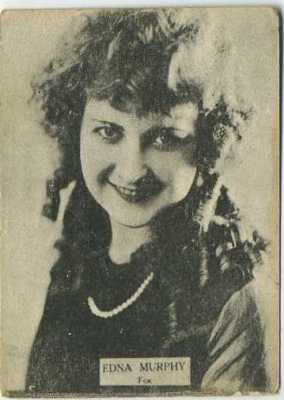

에드너 머피(Edna Murphy, 1899년 11월 17일 ~ 1974년 8월 3일)는 미국의 배우, 모델, 영화배우이다.
뉴욕에서 태어났으며 샌타모니카에서 사망하였다.

## 영화
- 쇼 오브 쇼 (1929년)
- 타잔 - 제임스 피어스 편 (1927년)